# Ahmet Eyüp Türkaslan
Ahmet Eyüp Türkaslan (Yavuzeli, 11 september 1994 – Malatya, 7 februari 2023) was een Turks voetballer die speelde als doelman. Van 2013 tot 2023 was hij actief voor Bugsaşspor, Osmanlıspor, Ümraniyespor en Yeni Malatyaspor.

## Clubcarrière
Türkaslan speelde in de jeugdopleiding van Gaziantepspor en stapte in 2013 over naar Bugsaşspor. Na drie seizoenen op het derde niveau werd hij op huurbasis overgenomen door Osmanlıspor. Hier debuteerde de doelman in de Süper Lig op 3 juni 2017. Op bezoek bij Beşiktaş mocht hij in de basis beginnen van coach Hamza Hamzaoğlu. Hij kon niet voorkomen dat door treffers van Cenk Tosun (tweemaal), Duško Tošić en Vincent Aboubakar met 4–0 verloren werd. Na twee seizoenen degradeerde Osmanlıspor naar de 1. Lig en Türkaslan werd definitief overgenomen. Medio 2020 stapte hij over naar Ümraniyespor. Een jaar later werd Yeni Malatyaspor de nieuwe werkgever van de doelman.

## Clubstatistieken
| Seizoen | Club             | Competitie | Competitie | Competitie | Beker | Beker | Internationaal | Internationaal | Totaal | Totaal |
| Seizoen | Club             | Competitie | Wed.       | Dlp.       | Wed.  | Dlp.  | Wed.           | Dlp.           | Wed.   | Dlp.   |
| ------- | ---------------- | ---------- | ---------- | ---------- | ----- | ----- | -------------- | -------------- | ------ | ------ |
| 2013/14 | Bugsaşspor       | 2. Lig     | 4          | 0          | 0     | 0     | —              | —              | 4      | 0      |
| 2014/15 | Bugsaşspor       | 2. Lig     | 21         | 0          | 0     | 0     | —              | —              | 21     | 0      |
| 2015/16 | Bugsaşspor       | 2. Lig     | 15         | 0          | 0     | 0     | —              | —              | 15     | 0      |
| 2016/17 | → Osmanlıspor    | Süper Lig  | 1          | 0          | 0     | 0     | 0              | 0              | 1      | 0      |
| 2017/18 | → Osmanlıspor    | Süper Lig  | 1          | 0          | 1     | 0     | —              | —              | 2      | 0      |
| 2018/19 | Osmanlıspor      | 1. Lig     | 5          | 0          | 1     | 0     | —              | —              | 6      | 0      |
| 2019/20 | Osmanlıspor      | 1. Lig     | 22         | 0          | 1     | 0     | —              | —              | 23     | 0      |
| 2020/21 | Ümraniyespor     | 1. Lig     | 16         | 0          | 0     | 0     | —              | —              | 16     | 0      |
| 2021/22 | Yeni Malatyaspor | Süper Lig  | 2          | 0          | 2     | 0     | —              | —              | 4      | 0      |
| 2022/23 | Yeni Malatyaspor | 1. Lig     | 0          | 0          | 2     | 0     | —              | —              | 2      | 0      |
| Totaal  | Totaal           | Totaal     | 87         | 0          | 7     | 0     | 0              | 0              | 94     | 0      |

## Overlijden
Türkaslan werd een slachtoffer van de aardbeving in Turkije en Syrië op 6 februari 2023. Op die dag kwam het bericht naar buiten dat hij vast zou zitten onder het puin van een woongebouw. De eerste claims dat hij zou zijn overleden werden tegengesproken door de president van zijn club, Hacı Ahmet Yaman, die zei dat de bevrijdingsoperatie nog in volle gang was. Zijn vrouw werd gered van onder het puin. Op 7 februari 2023 werd zijn lichaam aangetroffen onder het ingestorte gebouw. Türkaslan is 28 jaar oud geworden.